# Orde van Welwitchia Mirabilis
De Orde van Welwitchia Mirabilis ("The Order of the Most Ancient Welwitchia Mirabilis") werd in 1995 ingesteld door de zojuist onafhankelijk geworden republiek Namibië.
De woestijnplant Welwitschia mirabilis is een van de langstlevende planten op aarde en wordt alleen in de woestijn van Namibië aangetroffen.
De orde is voor staatshoofden en de Namibische president gereserveerd. De grootcommandeurs, met of zonder keten, dragen de letters "OW" achter hun naam, een ronde ster op de linkerborst en een kleinood aan een breed geel lint met een wit-groen-witte middenstreep. De orde werd door Gordon McGregor ontworpen.